# Rock Notes
Rock Notes - La storia del Rock è stato un programma musicale andato in onda su Telemontecarlo dal 18 marzo al 17 giugno 1993 ogni giovedì alle 21:00, per 12 puntate.

## Il Programma
La trasmissione fu ideata e condotta da Dario Salvatori; si trattava di un'antologia di filmati, alcuni dei quali inediti per l'Italia, tratti dagli archivi di varie emittenti tv (in prevalenza statunitensi e britanniche), sui protagonisti della musica giovanile dal 1950 al 1970. I vari spezzoni, che mostravano le varie evoluzioni della musica rock succedutesi nell'arco del ventennio preso in considerazione, venivano presentati e commentati in studio dal noto critico musicale.
Alcune puntate erano monotematiche, come quella del 29 aprile, dedicata interamente al folk-rock, o quella del 27 maggio alla soul music. Inizialmente il programma era previsto in dieci puntate, ma ne furono realizzate due in più (10 e 17 giugno).
La sigla della trasmissione era strutturata su un montaggio di immagini delle "stelle" della musica pop anni cinquanta-anni settanta che scorrevano sulle note di Old Time Rock and Roll di Bob Seger. Per onor del vero va sottolineato che il formato del programma (antologia di filmati d'epoca di artisti rock tratti soprattutto dalla televisione anglosassone) era già stato introdotto sugli schermi nazionali da Rip it Up Rock 'n Roll, andato in onda in un unico appuntamento il 9 febbraio 1991 alle 23:15 su Italia 1 e curato da Maurizio Vandelli. La tipologia della trasmissione verrà ripresa ed ampliata dal successivo Rock Revolution condotto da Mixo su Videomusic a partire dal 1994.